# فومی نیکاایدو
فومی نیکاایدو (به ژاپنی: 二階堂 ふみ Nikaidō Fumi)؛(زادهٔ ۲۱ سپتامبر ۱۹۹۴) یک هنرپیشه، و مدل اهل ژاپن است.
از فیلم‌ها یا برنامه‌های تلویزیونی که وی در آن نقش داشته است می‌توان به مرد من (۲۰۱۴)، دنیای کاناکو (۲۰۱۴)، اینویاشیکی (۲۰۱۸) و مینی‌سریال شوگون (۲۰۲۴) اشاره کرد.